# Liste der Kulturgüter in Trun
Die Liste der Kulturgüter in Trun enthält alle Objekte in der Gemeinde Trun im Kanton Graubünden, die gemäss der Haager Konvention zum Schutz von Kulturgut bei bewaffneten Konflikten, dem Bundesgesetz vom 20. Juni 2014 über den Schutz der Kulturgüter bei bewaffneten Konflikten sowie der Verordnung vom 29. Oktober 2014 über den Schutz der Kulturgüter bei bewaffneten Konflikten unter Schutz stehen.
Objekte der Kategorien A und B sind vollständig in der Liste enthalten, Objekte der Kategorie C fehlen zurzeit (Stand: 1. Januar 2023).

## Kulturgüter
| Foto |                                                                               | Objekt | Kat. | Typ | Standort                                   | Beschreibung |
| ---- | ----------------------------------------------------------------------------- | --- | ---- | --- | ------------------------------------------ | ------------ |
| ja   | Datei hochladen · Wikidata zu Museum Sursilvan Cuort Ligia Grischa (Q1144142) | Hof des Grauen Bundes / Cuort Ligia Grischa KGS-Nr.: 03354                                                                         | A    | G   | Via Principala 74 718071 / 177975          |              |
| ja   | Datei hochladen · Wikidata zu Sogn Gieri (Schlans) (Q21160591)                | Katholische Kirche Sogn Gieri / Baselgia catolica Sogn Gieri KGS-Nr.: 03245                                                        | B    | G   | Schlans, Via Pleuna 2 720430 / 179139      |              |
| ja   | Datei hochladen · Wikidata zu Wallfahrtskirche Maria Licht (Q1749583)         | Katholische Wallfahrtskirche Maria Licht mit Kreuzweg / Baselgia catolic Nossadunna della glisch cun veia da crusch KGS-Nr.: 03355 | B    | G   | Caltgadira 717940 / 178169                 |              |
| BW   | Datei hochladen · Wikidata zu Katholische Kirche S. Martin (Q29785211)        | Katholische Kirche Sogn Martin / Baselgia catolica Sogn Martin KGS-Nr.: 03356                                                      | B    | G   | Cadruvi 718160 / 177919                    |              |
| ja   | Datei hochladen · Wikidata zu Caplutta Sontga Onna (Q1034731)                 | Kapelle Sontga Anna und Ahornbaum / Caplutta Sontga Onna ed ischi KGS-Nr.: 03357                                                   | B    | G   | Clius 718590 / 178080                      |              |
| ja   | Datei hochladen · Wikidata zu Caplutta Sogn Giusep (Q14540853)                | Kapelle Sogn Giusep / Chaplutta Sogn Giusep KGS-Nr.: 03359                                                                         | B    | G   | Darvella 719160 / 178299                   |              |
| ja   | Datei hochladen · Wikidata zu Grepault (Q14541096)                            | Grepault, eisenzeitliche Siedlung mit Gräberfeld / Grepault, culegna cun champ da fossas dal temp de fier KGS-Nr.: 03360           | B    | F   | Darvella 719370 / 177800                   |              |
| ja   | Datei hochladen · Wikidata zu Burg Ringgenberg (Q1013681)                     | Ringgenberg, mittelalterliche Burgruine / Ringgenberg, ruina da chastè medievala KGS-Nr.: 03361                                    | B    | G   | Zignau 720000 / 177560                     |              |
| ja   | Datei hochladen · Wikidata zu Kapelle Maria Licht (Q29785215)                 | Kapelle Maria im Schnee / Chaplutta Nossadunna dalla neiv KGS-Nr.: 10786                                                           | B    | G   | Schlans, Via Camartgeis 24 720620 / 179209 |              |